# 꽃장식

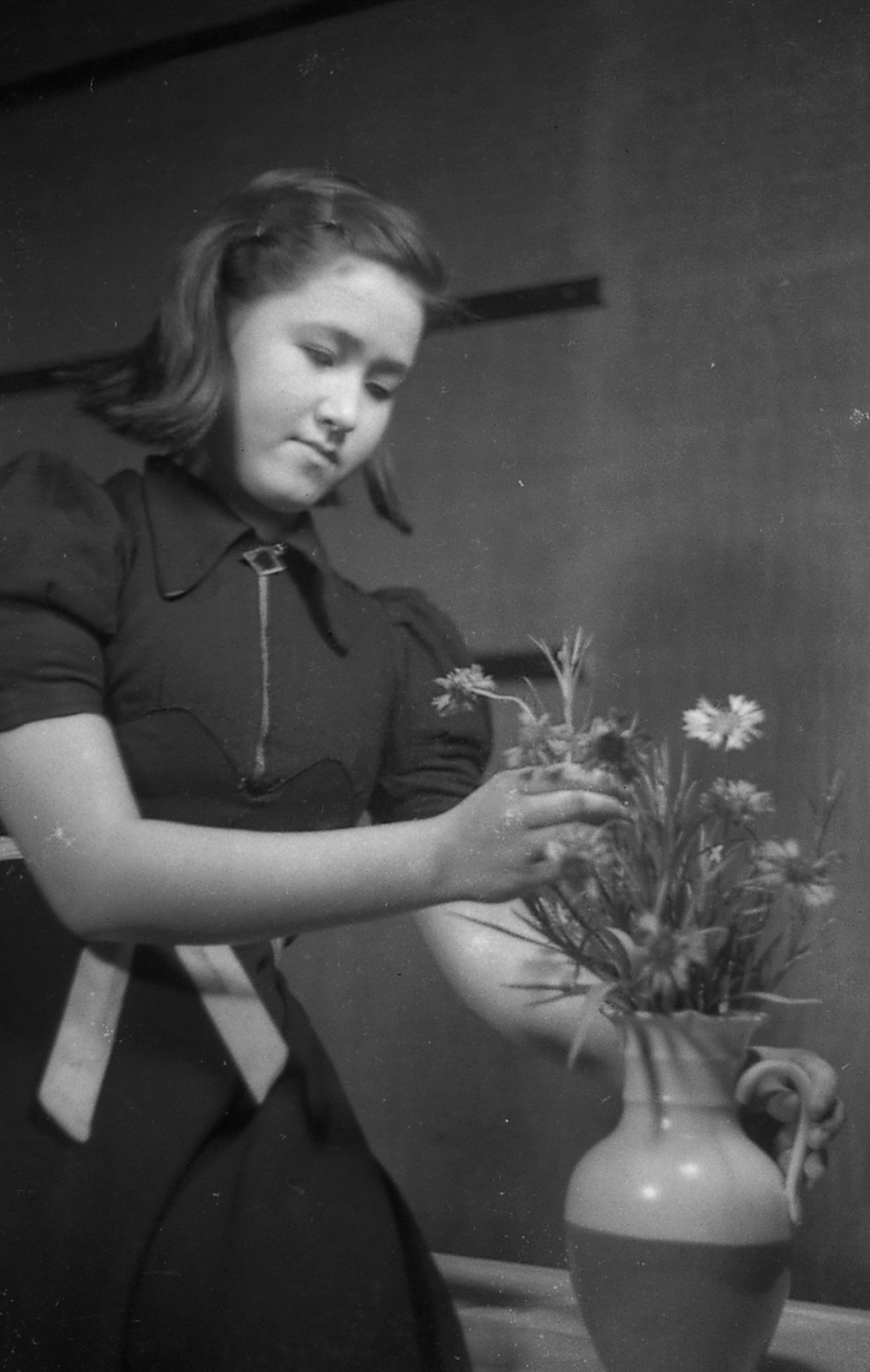
1930년대 일본 도쿄에서 꽃꽂이를 만들고 있는 여성

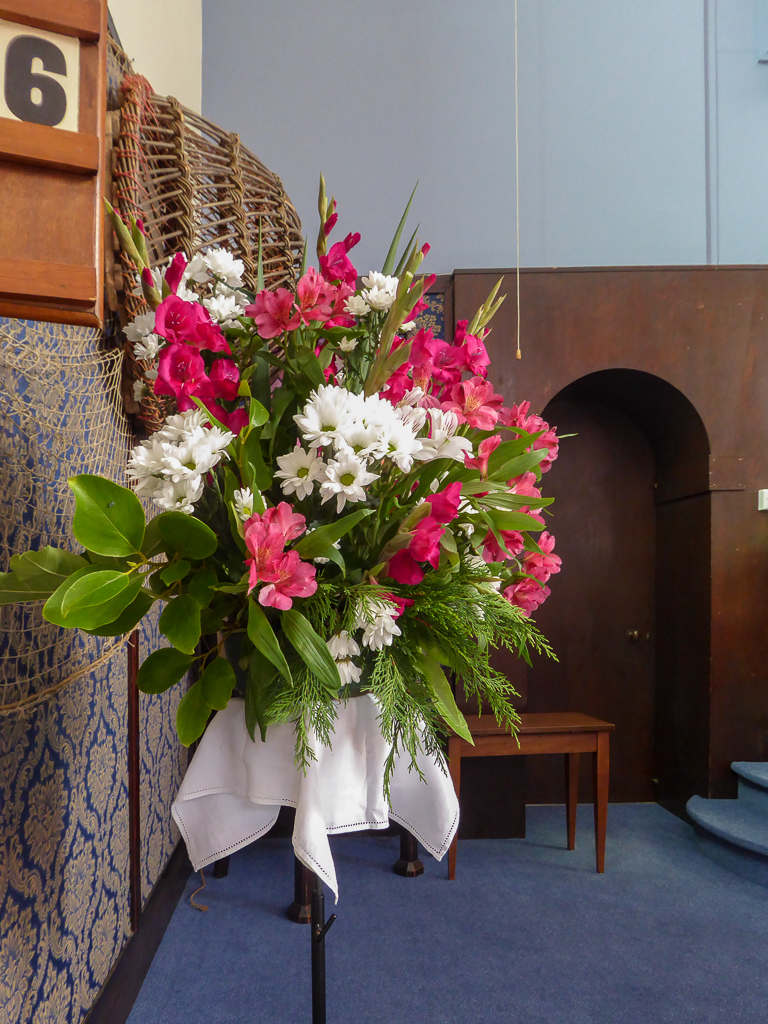
영국 비어에 있는 교회에 전시된 배치물

꽃장식(flower design)은 꽃을 여러 가지 목적에 따라 보기 좋게 꾸미는 일이다.

## 같이 보기
- 꽃꽂이
- 플로리스트리